# Goodea luitpoldii
Goodea luitpoldii är en fiskart som först beskrevs av Steindachner, 1894.  Goodea luitpoldii ingår i släktet Goodea och familjen Goodeidae. Inga underarter finns listade i Catalogue of Life.